# Slag bij Vreeswijk (1481)
De Slag bij Vreeswijk ook wel Slag bij de Vaart genoemd, vond plaats op 13 oktober 1481 te Vreeswijk, het huidige Zuid-Nieuwegein. Het treffen was onderdeel van de Stichtse oorlog (1481-1483), die weer deel uitmaakte van de Hoekse en Kabeljauwse twisten.

## Verloop
Op 10 oktober 1481 werd door David van Bourgondië een huurleger van Hollanders onder leiding van Joost van Lalaing naar de Lekdijk gestuurd. Om de opstandige Utrechters te dwingen hem toe te laten tot de zetel van zijn bisdom wilde hij de vaarroute naar Utrecht af sluiten en zo voedseltransporten naar de stad onmogelijk maken. Vanuit IJsselstein vertrok een Hollands leger naar de Vaart (Vreeswijk), met in de gelederen markgraaf Jan van Ranst en Albert van Schoerle. Het dorp Jutphaas werd vervolgens geplunderd en herenhuizen en hoeves van de heren Zouwen van Rijn en Jan van Renesse-Baer werden verwoest. Om te laten zien dat het menens was stak Joost van Lailang de Jutphaas toren in brand. Graaf Jan III van Montfoort, die op voet van oorlog verkeerde met de bisschop, ronselde daarop 2000 burgers om de Hollanders te verjagen en zo de vaart over de rivier open te houden.
In sloepen voeren de Utrechtse burgervendels de rivier af en gingen bij de Lekdijk aan land. Via de Utrechtse Tolsteegpoort ging ook een stoet burgers te voet richting Jutphaas, geleid door burgemeester Jan van Lantscroon, met de banier in zijn hand met Hendrik van Zuylen van Nijevelt aan zijn zijde. De Hollandse-Bourgondiërs waren voordat de Hoekse Utrechters aankwamen, net bezig hun kanonnen aftestellen op het Blokhuis Gildenborgh op de Vaart (Vreeswijk), waaronder "knipbussen" en zogenaamde "Slaengen" of "Serpentine" een 15e-eeuwse kanon soort, enkele kogels vlogen voorbij het blokhuis maar behaalde geen inslag, toen ze vanaf de Lekdijk van achteren werden aangevallen.
De in de meerderheid zijnde Utrechters verrasten het Kabeljauwse leger van de bisschop en wonnen de slag. Onder de Hollandse soldaten zaten echter ook geronselde krijgsmannen die Hoekse gedachten hadden en werden min of meer gedwongen door Joost van Lailang en zijn aanhangers mee te vechten in deze veldslag. Later werd ook gesuggereerd dat het moeilijk vechten was met krijgsmannen die niet gemotiveerd waren. Bij de Hollanders was sprake van 40 doden en 60 gevangenen, andere bronnen beweren dat er wel 220 gevangenen werden gemaakt. Toen eenmaal de 220 gevangenen binnen Utrecht waren gebracht, brachten ze totaal een losgeld van 20.966 pond op, dit maakte het jaar ten opzichte van 1481/82 helemaal goed in het Sticht qua financiën. Een van de gevangenen wawaren Willem van Boschhuyzen, baljuw van Rijnland, Herpert van Foreest, Kornelis Kroezing, houtvester van Holland deze brachten een grote geldsom op voor de Utrechters omdat het hoge functionarissen waren onder Joost van Lalaing.
Na het succesvol verlopen treffen werden de Utrechters in de stad als helden onthaald. Bij wijze van erkenning van hun dapperheid sloeg graaf Jan III de heren Dirk van Zuylen van Haar, Vincentius van Zwanenburg en Willem van Wachtendonk tot ridder. Een vierde, Hendrik van Zuylen van Nijevelt, weigerde om onduidelijke reden deze verheffing in de adelstand.

## Nasleep
In september 1482 vond er opnieuw een Slag bij Vreeswijk plaats, dit keer wonnen de Hollanders. Dit Hollandse leger was waarschijnlijk het ontzettingsleger dat in eerste instantie het beleg van IJsselstein wilde bevrijden en daarna aan het plunderen sloegen nabij Jutphaas en Vreeswijk.